# Ruppert et Mulot
Ruppert et Mulot est le binôme formé de Florent Ruppert, né en 1979, et de Jérôme Mulot, né en 1981, des auteurs de bande dessinée français. Ils cessent de collaborer en 2023 après que Ruppert est mis en cause dans des affaires d'agressions sexuelles qu'il dément.

## Biographie

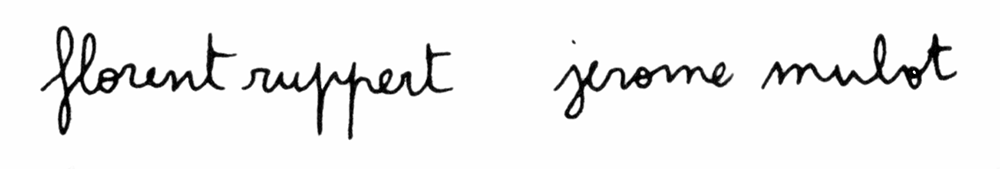
Signature de Ruppert et Mulot.

Jérôme Mulot et Florent Ruppert se rencontrent à l'École nationale supérieure d'art de Dijon. Ils créent le fanzine Del Aventure, qu'ils distribuent en festival, et que Killoffer remarque. Déjà, ils ont mis au point leur méthode de travail : chacun participe au dessin et au scénario. Les histoires sont des dialogues graphiques entre les deux auteurs.
Ils sont publiés dans des revues alternatives à petite diffusion (Bile Noire, Le nouveau journal de Judith et Marinette) en 2004. Jean-Christophe Menu, enthousiasmé par les planches publiées dans Ferraille Illustré no 26, en janvier 2005, leur propose de travailler avec l'Association. Safari Monseigneur, paru dans la collection Ciboulette fin 2005 leur accorde une plus large audience. Dès lors[Quand ?], Ruppert et Mulot font partie de l'équipe de l'Association, participant à L'Éprouvette (dans le premier numéro duquel ils dévoilent leur originale méthode de dédicace consistant à immortaliser en BD une partie de leur conversation avec la personne intéressée), Lapin, et sortant chez cet éditeur deux autres albums en 2006.
Leur travail, qui propose une nouvelle approche de la narration et du découpage, notamment par l'usage de l'« arborescence » (série de phylactères alternés verticaux) et de l'improvisation, reçoit un très bon accueil, comme en témoigne le prix « Essentiel Révélation » accordé à Panier de Singe au Festival d'Angoulême 2007.

### Fin de la collaboration
En mai 2023, une enquête de Mediapart met Florent Ruppert en cause pour des faits d'agressions sexuelles qu'il nie. En août et septembre 2021, il est visé par deux plaintes, l’une pour « agression sexuelle », l’autre pour « viol » ; la procédure est classée sans suite en août, le parquet considérant que « l’infraction étant insuffisamment caractérisée ». En septembre, il est exclu de l’atelier qu’il avait cofondé. Mediapart mentionne une dizaine de témoignages de femmes le mettant en cause à des degrés très divers.
Les révélations interviennent quelques mois après l'affaire Bastien Vivès qui a révélé les dysfonctionnements d’une partie du milieu et a permis l'émergence d'un mouvement #MeToo de la bande dessinée,.
Jérôme Mulot dit être « tombé des nues » en découvrant l'existence des plaintes, et annonce sur son compte instagram en avril 2023 qu'il met fin à leur collaboration, tout en saluant « le courage des femmes qui ont pris la parole et [en] leur apport[ant son] soutien public »,.

## Œuvres publiées
Jérôme Mulot et Florent Ruppert sont chacun scénaristes et dessinateurs de toutes ces histoires et ouvrages.

### Albums et recueils

#### En duo
- Safari Monseigneur, L'Association, coll. « Ciboulette », 2005.
- La Poubelle de la Place Vendôme, L'Association, coll. « Patte de Mouche », 2006.
- Panier de singe, L'Association, coll. « Ciboulette », 2006.
- Gogo Club, L'Association, coll. « Mimolette », 2007.
- Le Tricheur, L'Association, coll. « Éperluette », 2008. Sélection officielle du Festival d'Angoulême 2009.
- Sol Carrelus, L'Association, coll. « Éperluette », 2008.
- Irène et les clochards, L'Association, coll. « Ciboulette », 2009.
- Le Royaume, L'Association, 2011.
- Un cadeau, L'Association, Hors Collection, 2013[5].
- La Technique du périnée, Dupuis, coll. « Aire libre », 2014[6],[7].
- Famille royale, L'Association, 2015.
- Les week-ends de Ruppert & Mulot, Dupuis, coll. « Aire libre », 2016.
- Soirée d'une faune, L'Association, 2018.
- Les Petits Boloss, L'Association, coll. « Ciboulette », 2020.
- La part merveilleuse : Les mains d'Orsay, Dargaud, coll. « Visions du futur », 2021.
- La part merveilleuse : Les yeux de Juliette, Dargaud, coll. « Visions du futur », 2022.

#### Avec d'autres auteurs
- La Grande Odalisque, avec Bastien Vivès, Dupuis, coll. « Aire libre », 2012[8].
- Olympia, avec Bastien Vivès, Dupuis, coll. « Aire libre », 2015 - Sélection officielle du Festival d'Angoulême 2016.
- Portrait d'un buveur, avec Schrauwen, Dupuis, coll. « Aire libre », 2019.

### Collectifs
- « Meatã », dans Panier de singe, La Cinquième Couche, coll. « F. », 2006.
- Participation à Comicscope de David Rault, L'Apocalypse, 2013.

### Magazines et revues
- 24 pages d'entretien dans la revue Collection, no 1, mai 2010
- Trois pages dans Bile Noire no 14, Atrabile, 2004.
- « Les Pharaons d'Égypte », dans Ferraille Illustré no 26, Les Requins Marteaux, janvier 2005.
- « Les portraitistes - Le petit garçon » et « Les portraitistes - Les deux prostituées », dans Ferraille Illustré no 27, Les Requins Marteaux, janvier 2006.
- « Dédicace et performance », dans L'Éprouvette no 1, janvier 2006.
- « Propagandes de bite », dans L'Éprouvette no 2, juin 2006.
- « Duel contre Daredevil, RING MASTER et son cirque du crime », dans Lapin no 36, septembre 2006.
- Lapin no 40, novembre 2009.
- Mon Lapin no 1, rédacteur en chef : François Ayroles, septembre 2013.

## Prix
- 2007 : Essentiel « Révélation » du festival d'Angoulême pour Panier de singe
- 2012 : Prix Landerneau, avec Bastien Vivès, pour La Grande Odalisque[9]